# Liptena etoumbi
Liptena etoumbi är en fjärilsart som beskrevs av Henry Stempffer 1974. Liptena etoumbi ingår i släktet Liptena och familjen juvelvingar. Inga underarter finns listade i Catalogue of Life.